# Барановський Роман Євстахійович
Роман Євстахійович Барановський (12 червня 1905, Галич — 23 січня 2006, Кергонксон) — український ветеринарний лікар, громадський діяч, редактор. Доктор ветеринарії, доктор «honoris causa». Член НТШ, УВАН у США. Внук о. Дениса Нестайка.

## Життєпис

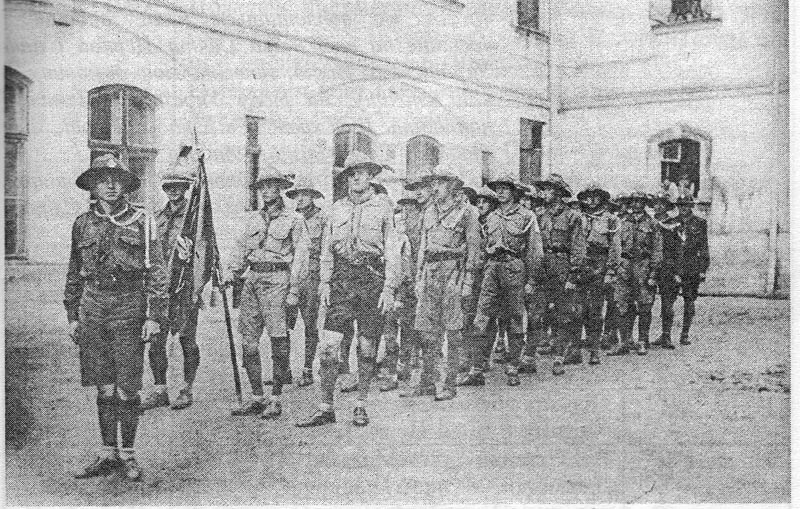
Посвячення першого прапора лісових чортів - 26 червня 1929. На чолі: Ю. Пясецький; 1. трійка, зліва: Б. Стернюк, хорунжий Ю. Старосольський, Р. Барановський; 2. трійка: Р. Мармаш, ?, „Мурмурандо“, 3. трійка: ?, А. Фіґоль, А. Пясецький

Народився 12 червня 1905 року в Галичі (тоді Королівство Галичини та Володимирії, Австро-Угорщина) у сім'ї священика УГКЦ о. Євстахія Барановського (1877—1945) та доньки пароха Бучача о. Д. Нестайка Софії. Проживав у Бережанах, Рукомиші.
У 1924 році закінчив польськомовну Бучацьку державну гімназію, в 1931 — Академію ветеринарної медицини у Львові.
1949 р. емігрував до США, працював в установах різних штатів.
Голова Об'єднання українських ветеринарних лікарів в Америці (1950, 1961—1963 р.), редактор ветеринарного журналу «Інформативний листок» (1950—1963 роки). Член редколегії історично-мемуарного збірника «Бучач і Бучаччина».
Президент Головної ради асоціацій українців в Америці. 1967—1971 — віце-президент УНРади УНР в екзилі, заступник міністра зовнішніх справ уряду УНР в екзилі (до 1969 р.).
Один з організаторів та член Президії З'їзду Бучачан в Українському Народному Домі м. Рочестера, (США) 30 травня—1 червня 1969 р., де, зокрема, проголосив його закриття..
Помер 23 січня 2006 року в Кергонксоні, де і похований  на цвинтарі Пайн-Буш.